# Râul Valea Stanciului
Râul Valea Stanciului este un curs de apă, unul din brațele care formează râul Săcuieu.

## Hărți
- Harta județului Cluj